# 月光 (2016年の映画)
『月光』（げっこう）は、2016年6月11日公開の性暴力被害がテーマの日本映画。
被害者の9割以上が警察に被害届けを出せずに、泣き寝入りしているのが実情と言われている、女性の性暴力被害と、その苦しみを描いた作品。「性暴力の現実を伝えるためには手ぬるい表現はできない」とレイプシーンなど生々しい描写で撮影された。試写会では気分が悪くなった観客が出るのを想定して、精神科医を待機させるなどの配慮がなされた。

## 概要
監督・脚本・編集は、児童虐待を取り上げた前作『風切羽〜かざきりば〜』で、第14回全州国際映画祭インターナショナルコンペティション部門の作品賞を受賞した小澤雅人。前作を制作するにあたって児童養護施設への取材を行った際に、そこで出会った子供たちが過去から背負ってきた、過酷なエピソードが本作の構想に繋がった。
小澤は被害者への聞き取りや手記の調査を通して、被害者と面識のある人物による犯行の多さと、PTSDを抱える被害者の実態を知ったという。本作の公開を控えた小澤は、東京新聞の取材に「性暴力は性欲ではなく支配欲が原因」と語っている。なお、制作費はクラウドファンディングを使って集めた。

## あらすじ
静岡県にあるピアノ教室を一人で切り盛りするカオリは、主催したピアノの発表会を終えた夜に帰宅する際、生徒の父親であるトシオの車に同乗することになった。ところが同乗を誘ったトシオはレイプが目的であり、不幸にもカオリは被害に遭ってしまう。また、生徒であるユウも父親のトシオから性的虐待を受けていたのであった。心も体もを傷つけられフラッシュバックに襲われながらも、その苦しみや被害に遭ったことを誰にも相談できずにいたカオリは、ユウも被害を受けているのを知ると彼女のために勇気を出す。

## キャスト
- カオリ：佐藤乃莉
- ユウ：石橋宇輪
- 古山憲太郎
- 遠山景織子
- 上野優華
- 鳴神綾香
- 瑞生桜子
- 秋月三佳
- 川瀬陽太
- 高川裕也
- 黒沢あすか
- 美保純[1]

## スタッフ
- 監督・脚本・編集：小澤雅人
- エグゼクティブプロデューサー：小曽根太・畠中博英・重村博文・村山俊彦・有川潤
- プロデューサー：木滝和幸
- 撮影：谷川創平
- 美術：加藤健一
- 音楽：上田健司
- 配給：マグネタイズ[1]
- 主題歌「月光」
  - 作詞・作曲：中野ミホ
  - 歌：Drop's[9]